# إيه. في. كلوب
إيه. في. كلوب هو موقع الكتروني ترفيهي يقدم مراجعة للأفلام، الموسيقى، التلفاز، الكتب، الألعاب، وأقراص الفيديو الرقمية، وأيضاً لقاءات وايضاً عروض أخرى تقدم فحص على وسائل الإعلام الحديثة والكلاسيكية وعناصر أخرى كالثقافة الشعبية. تأسس إيه. في. كلوب في عام 1993م كجزء إضافي لموقع ذا أونيون.

## روابط خارجية
- إيه. في. كلوب على موقع روتن توميتوز (الإنجليزية)